# Лучо Батисти
Лучо Батисти (итал. Lucio Battisti; 5. март 1943 — 9. септембар 1998) био је италијански певач и композитор. Сматра се једном од најутицајнијих и најиновативнијих фигура у италијанској популарној музици, био је композитор и извођач сопствене музике, писао је и за друге певаче. Током своје каријере продао је више од 25 милиона примерака својих снимака.

## Дискографија
- 1969 — Lucio Battisti
- 1970 — Emozioni
- 1971 — Amore e non amore
- 1971 — Lucio Battisti vol. 4
- 1972 — Il mio canto libero
- 1972 — Umanamente uomo: il sogno
- 1973 — Il nostro caro angelo
- 1974 — Anima latina
- 1976 — La batteria, il contrabbasso, eccetera
- 1977 — Io tu noi tutti
- 1978 — Una donna per amico
- 1980 — Una giornata uggiosa
- 1982 — E già
- 1986 — Don Giovanni
- 1988 — L’apparenza
- 1990 — La sposa occidentale
- 1992 — Cosa succederà alla ragazza
- 1994 — Hegel